# Delphacinus liburnia
Delphacinus liburnia är en insektsart. Delphacinus liburnia ingår i släktet Delphacinus och familjen sporrstritar. Utöver nominatformen finns också underarten D. l. mesomela.